# 昌马水库
昌马水库，位于中国甘肃省酒泉市玉门市昌马镇境内疏勒河（昌马河）上的一座大型水库，地处昌马峡进口1.36千米处，具玉门市区50千米。水库于1993年筹建，1997年9月动工，2003年11月竣工。正常蓄水位2000.8米，总库容1.934亿立方米，兴利库容1.0亿立方米。水库大坝为壤土心墙砂砾石坝，坝顶高程2004.8米，最大坝高54.8米，坝顶长度365.5米，坝顶宽9米。电站装机容量1.425万千瓦。昌马水库是甘肃河西走廊疏勒河灌溉工程的龙头工程，与下游的双塔堡水库和石油河赤金峡水库联合运用，承担着昌马灌区、双塔灌区、花海灌区共7万公顷的农田灌溉任务，保护下游玉门市、瓜州县10万个乡镇4个国营农场、12万多人口、6.7万公顷耕地的防洪安全。